# Ptocadica tica
Ptocadica tica là một loài bọ cánh cứng trong họ Chrysomelidae. Loài này được Duckett & Moya miêu tả khoa học năm 1999.